# Saint-Aubin-des-Ormeaux
Saint-Aubin-des-Ormeaux és un municipi francès situat al departament de Vendée i a la regió de País del Loira. L'any 2007 tenia 1.249 habitants.

## Demografia

### Població
El 2007 la població de fet de Saint-Aubin-des-Ormeaux era de 1.249 persones. Hi havia 459 famílies de les quals 91 eren unipersonals (67 homes vivint sols i 24 dones vivint soles), 150 parelles sense fills, 210 parelles amb fills i 8 famílies monoparentals amb fills.
La població ha evolucionat segons el següent gràfic:
Habitants censats

### Habitatges
El 2007 hi havia 500 habitatges, 466 eren l'habitatge principal de la família, 19 eren segones residències i 15 estaven desocupats. 488 eren cases i 8 eren apartaments. Dels 466 habitatges principals, 383 estaven ocupats pels seus propietaris, 81 estaven llogats i ocupats pels llogaters i 2 estaven cedits a títol gratuït; 9 tenien dues cambres, 50 en tenien tres, 114 en tenien quatre i 293 en tenien cinc o més. 388 habitatges disposaven pel capbaix d'una plaça de pàrquing. A 170 habitatges hi havia un automòbil i a 277 n'hi havia dos o més.

### Piràmide de població
La piràmide de població per edats i sexe el 2009 era:
| Homes | Edats   | Dones |
| ----- | ------- | ----- |
| 0     | 95 o +  | 0     |
| 0     | 90 a 94 | 0     |
| 8     | 85 a 89 | 8     |
| 0     | 80 a 84 | 0     |
| 16    | 75 a 79 | 20    |
| 28    | 70 a 74 | 28    |
| 12    | 65 a 69 | 24    |
| 20    | 60 a 64 | 16    |
| 12    | 55 a 59 | 12    |
| 28    | 50 a 54 | 32    |
| 32    | 45 a 49 | 16    |
| 64    | 40 a 44 | 56    |
| 60    | 35 a 39 | 68    |
| 56    | 30 a 34 | 36    |
| 40    | 25 a 29 | 24    |
| 20    | 20 a 24 | 16    |
| 60    | 15 a 19 | 48    |
| 56    | 10 a 14 | 60    |
| 56    | 5 a 9   | 56    |
| 24    | 0 a 4   | 36    |

## Economia
El 2007 la població en edat de treballar era de 829 persones, 673 eren actives i 156 eren inactives. De les 673 persones actives 646 estaven ocupades (355 homes i 291 dones) i 27 estaven aturades (12 homes i 15 dones). De les 156 persones inactives 59 estaven jubilades, 61 estaven estudiant i 36 estaven classificades com a «altres inactius».

### Ingressos
El 2009 a Saint-Aubin-des-Ormeaux hi havia 484 unitats fiscals que integraven 1.338,5 persones, la mediana anual d'ingressos fiscals per persona era de 16.950 €.

### Activitats econòmiques
Dels 32 establiments que hi havia el 2007, 1 era d'una empresa extractiva, 1 d'una empresa alimentària, 2 d'empreses de fabricació de material elèctric, 3 d'empreses de fabricació d'altres productes industrials, 8 d'empreses de construcció, 5 d'empreses de comerç i reparació d'automòbils, 1 d'una empresa de transport, 2 d'empreses d'hostatgeria i restauració, 1 d'una empresa d'informació i comunicació, 1 d'una empresa financera, 3 d'empreses de serveis, 2 d'entitats de l'administració pública i 2 d'empreses classificades com a «altres activitats de serveis».
Dels 13 establiments de servei als particulars que hi havia el 2009, 2 eren tallers de reparació d'automòbils i de material agrícola, 1 paleta, 2 guixaires pintors, 3 fusteries, 1 lampisteria, 1 electricista, 1 perruqueria, 1 restaurant i 1 saló de bellesa.
Dels 3 establiments comercials que hi havia el 2009, 1 era una botiga de més de 120 m², 1 una fleca i 1 una llibreria.
L'any 2000 a Saint-Aubin-des-Ormeaux hi havia 25 explotacions agrícoles que ocupaven un total de 950 hectàrees.

## Equipaments sanitaris i escolars
El 2009 hi havia una escola elemental.

## Poblacions més properes
El següent diagrama mostra les poblacions més properes.